# هيلين كونراد
هيلين كونراد (بالإنجليزية: Helen Conrad)‏ (11 أبريل 1944، باسادينا في الولايات المتحدة)؛ كاتِبة وروائية أمريكية.